# Maestro dell'Altare di Staufen
Il Maestro dell'Altare di Staufen o il Maestro dell'Altare di Tennenbach (fl. XV secolo) è stato un pittore anonimo tedesco attivo nel primo terzo del XV secolo.
Con questa designazione ci si riferisce a due maestri diversi, provenienti entrambi dalla bottega del Maestro del Giardinetto del Paradiso di Francoforte che lavorarono ad un unico altare a portelle, databile al 1420 circa e proveniente dell'abbazia di Tennenbach in Emmendingen (e non come erroneamente è stato suggerito dal presbiterio della chiesa di Staufen im Breisgau).
Dell'altare rimangono sia le portelle interne, assegnabili a un Maestro dell'Adorazione, il cui stile è prossimo a quello del Maestro del Giardinetto del Paradiso, con scene della vita della Vergine: Annunciazione, Visitazione, Natività, Circoncisione, Adorazione dei Magi, Presentazione al Tempio e Incoronazione della Vergine, ora conservate al Museo di Friburgo; che le portelle esterne, probabilmente eseguite posteriormente, queste da assegnare ad un Maestro della Passione, più debole stilisticamente rispetto al primo, con scene della Passione: Cristo sul monte degli Ulivi, Cristo dinanzi a Pilato, Flagellazione e Incoronazione di spine, conservate a Friburgo; Cattura, Crocifissione e Deposizione nel sepolcro, a Karlsruhe.